# Mariusz Kurzeja
Mariusz Kurzeja (ur. 31 maja 1973) – polski piłkarz występujący na pozycji pomocnika i napastnika.

## Życiorys
Na początku seniorskiej kariery występował w Polonii Świdnica, Lechii Dzierżoniów i Miedzi Legnica. Na początku 1995 roku przeszedł z Polonii Świdnica do drugoligowego wówczas Śląska Wrocław. Z klubem tym wywalczył awans do pierwszej ligi. W pierwszej lidze polskiej zadebiutował 29 lipca 1995 roku w przegranym 1:2 meczu z Lechią/Olimpią Gdańsk. Ogółem na tym poziomie rozegrał dziewięć spotkań, a po zakończeniu rundy jesiennej został zawodnikiem greckiego Athinaikos AS. W jego barwach wystąpił w 31 spotkaniach na poziomie Alpha Ethniki. Od 1998 roku występował w klubach niższych lig niemieckich: Wacker Nordhausen, VfL Halle 1896 oraz Hallescher FC. Karierę sportową zakończył w 2004 roku.

## Statystyki ligowe
| Sezon         | Klub                     | Liga          | Mecze | Gole |
| ------------- | ------------------------ | ------------- | ----- | ---- |
| 1992/1993 (w) | Lechia Dzierżoniów       | II liga       | 10    | 0    |
| 1994/1995 (j) | Polonia Świdnica         | III liga      | ?     | ?    |
| 1994/1995 (w) | Śląsk Wrocław            | II liga       | 9     | 1    |
| 1995/1996 (j) | Śląsk Wrocław            | I liga        | 9     | 0    |
| 1995/1996 (w) | Athinaikos AS            | Alpha Ethniki | 11    | 0    |
| 1996/1997     | Athinaikos AS            | Alpha Ethniki | 12    | 1    |
| 1997/1998     | Athinaikos AS            | Alpha Ethniki | 8     | 0    |
| 1998/1999     | FSV Wacker 90 Nordhausen | NOFV-Oberliga | 13    | 7    |
| 1999/2000     | FSV Wacker 90 Nordhausen | NOFV-Oberliga | ?     | 10   |
| 2000/2001 (j) | FSV Wacker 90 Nordhausen | NOFV-Oberliga | 10    | 8    |
| 2000/2001     | VfL Halle 1896           | NOFV-Oberliga | 13    | 5    |
| 2001/2002     | Hallescher FC            | NOFV-Oberliga | 24    | 7    |
| 2002/2003     | Hallescher FC            | NOFV-Oberliga | 21    | 10   |
| 2003/2004     | Hallescher FC            | NOFV-Oberliga | 8     | 3    |